# Panamerikanische Spiele 2011/Leichtathletik – 20 km Gehen der Männer
Das 20-km-Gehen der Männer bei den Panamerikanischen Spielen 2011 fand am 23. Oktober 2011 in Guadalajara statt.
16 Athleten aus zehn Ländern nahmen an dem Wettbewerb teil. Die Goldmedaille gewann Erick Barrondo nach 1:21;51 h, Silber ging an James Rendón mit 1:22:46 h und die Bronzemedaille sicherte sich Luis Fernando López mit 1:22:51 h.

## Rekorde
Vor dem Wettbewerb galten folgende Rekorde:
| Weltrekord        | Wladimir Kanaikin | 1:17:16 h | Saransk, Russland                           | 29. September 2007 |
| Rekord der Spiele | Bernardo Segura   | 1:20:17 h | Panamerikanische Spiele in Winnipeg, Kanada | 26. Juli 1999      |

## Ergebnis
23. Oktober 2011, 10:40 Uhr
| Platz | Athlet                | Land               | Zeit (h)   |
| ----- | --------------------- | ------------------ | ---------- |
|       | Erick Barrondo        | Guatemala          | 1:21:51    |
|       | James Rendón          | Kolumbien          | 1:22:46    |
|       | Luis Fernando López   | Kolumbien          | 1:22:51    |
| 4     | Rolando Saquipay      | Ecuador            | 1:22:57 SB |
| 5     | Anibal Paau           | Guatemala          | 1:24:06 PB |
| 6     | Eder Sánchez          | Mexiko             | 1:25:00    |
| 7     | Diego Flores Hinojosa | Mexiko             | 1:26:08    |
| 8     | John Nunn             | Vereinigte Staaten | 1:26:30    |
| 9     | Juan Manuel Cano      | Argentinien        | 1:27:33    |
| 10    | Ronal Quispe          | Bolivien           | 1:27:54    |
| 11    | Milangela Rosales     | Venezuela          | 1:30:40    |
| 12    | Michael Mannozzi      | Peru               | 1:41:33    |
|       | Yerko Araya           | Chile              | DSQ        |
|       | Caio Bonfim           | Brasilien          | DSQ        |
|       | Allan Seguara         | Costa Rica         | DSQ        |
|       | Moacir Zimmermann     | Brasilien          | DSQ        |